# Avirey-Lingey
Avirey-Lingey ist eine französische Gemeinde mit 198 Einwohnern (Stand: 1. Januar 2022) im Département Aube in der Region Grand Est (vor 2016 Champagne-Ardenne). Sie gehört zum Arrondissement Troyes und zum Kanton Les Riceys. Die Einwohner werden Avirey-Lingeois genannt.

## Geographie
Avirey-Lingey liegt etwa 30 Kilometer südsüdöstlich von Troyes am Sarce. Umgeben wird Avirey-Lingey von den Nachbargemeinden Arrelles im Norden und Westen, Polisy im Nordosten, Balnot-sur-Laignes im Osten, Les Riceys im Südosten, Bagneux-la-Fosse im Süden sowie Pargues im Westen und Südwesten.

## Bevölkerungsentwicklung
| Jahr                       | 1962 | 1968 | 1975 | 1982 | 1990 | 1999 | 2006 | 2011 | 2017 |
| Einwohner                  | 282  | 260  | 212  | 225  | 198  | 210  | 220  | 219  | 206  |
| Quellen: Cassini und INSEE |      |      |      |      |      |      |      |      |      |

## Sehenswürdigkeiten
- Kirche Saint-Phal in Avirey aus dem 16. Jahrhundert, seit 1925 Monument historique

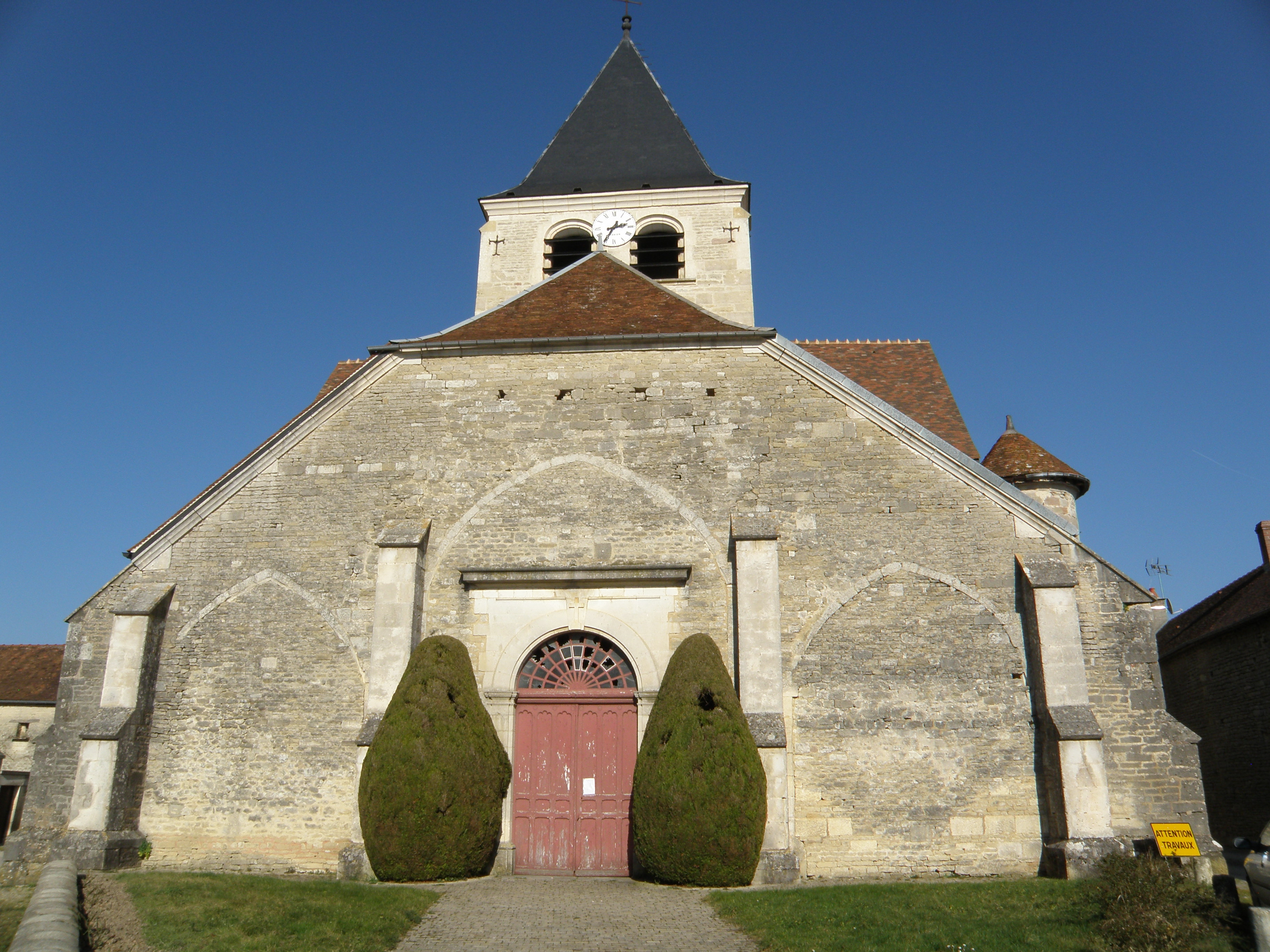
Kirche Saint-Phal